# Ant-Man and The Wasp: Nano Battle!
Ant-Man and The Wasp: Nano Battle! is een interactieve darkride in de attractiepark Hong Kong Disneyland. De darkride opende officieel op 31 maart 2019 in het themagebied Tomorrowland als vervanger van de attractie Buzz Lightyear Astro Blasters.
Het transportsysteem van de attractie is het omnimoversysteem. De voertuigen leggen een traject af waarbij ze op objecten en doelen in het decor dienen te schieten met de daarvoor bestemde laserpistolen in het voertuigen. De gehele decoratie staat in het teken van de Marvelfilm Ant-Man and the Wasp.
Hong Kong Disneyland Resort · Lijst van attracties in Hong Kong Disneyland · Sleeping Beauty Castle · afbeeldingen